# Canandaigua Outlet
Canandaigua Outlet – rzeka w Stanach Zjednoczonych, w stanie Nowy Jork. Rzeka jest głównym dopływem rzeki Clyde.

## Geografia
Rzeka zaczyna swój bieg w jeziorze Canandaigua w hrabstwie Ontario. Następnie rzeka przepływa przez miasta Canandaigua oraz Hopewell. Dalej rzeka kontynuuje swój bieg przepływając przez wioski Shortsville oraz Manchester. Podążając obok New York State Thruway Canandaigua Outlet skręca na wschód, mijając wioskę Clifton Springs. Po przepłynięciu przez miasto Phelps, rzeka skręca na północ w kierunku hrabstwa Wayne. W Lyons rzeka wpada do rzeki Clyde (Kanału Erie) i kończy swój bieg.

## Historia
Z rzeki korzystano już w czasach przedkolonialnych. Przed zbudowaniem Kanału Erie w 1817 roku Canandaigua Outlet łączył się z Ganargua Creek w Lyons tworząc rzekę Clyde